# Hieracium japonicum
Hieracium japonicum es una especie de planta con flor del género Hieracium, de la familia Asteraceae, orden Asterales.

## Distribución
Hieracium japonicum se distribuye por Japón.

## Taxonomía
Fue descrita científicamente por Franch. & Sav.
Tratamiento taxonómico
La especie aparece registrada y publicada en Enum. Pl. Jap.